# Kyle Massey
Kyle Massey (ur. 28 sierpnia 1991 w Atlancie w stanie Georgia) – amerykański aktor.
Występował w roli Cory’ego Baxtera w disneyowskich serialach Świat Raven i Cory w Białym Domu. Ma starszego brata Christophera Massey.

## Filmografia
- Akwalans (2010) jako Milo
- Cory w Białym Domu (2007) jako Cory Baxter
- Pieskie życie (2005) jako Calvin Wheeler
- Świat Raven (2002–2007) jako Cory Baxter
- Kancelaria adwokacka (2003) jako Derrick Hayes
- Becker (2002) jako dziecko
- Bez pardonu (2002) jako Ronde
- There wast Then (2002) jako dziecko
- Egzamin z życia (2001) jako Kevin
- Passing Glory (1999)
- Selma, lord, Selma (1999)

## Inne występy filmowe
- Śpiewał piosenkę tytułową do serialu animowanego Yin Yang Yo!.